# Kapsan
Kapsan (Hán Việt: Giáp Sơn) là một huyện của tỉnh Ryanggang tại Cộng hòa Dân chủ Nhân dân Triều Tiên. Vào thời nhà Lý, các quan chức phạm tội thường bị đày đi khổ sai tại đây.
Kapsan nằm ở rìa phía đông cao nguyên Kaema. Đỉnh cao nhất trên địa bàn là Tongjomryongsan (동점령산, 2113 m). Mặc dù phần lớn diện tích là đồi núi, địa hình huyện dốc xuống về phía trung tâm và bồn địa Kapsan. Dòng nước chính trên địa bàn là sông Hochon (허천강). Việc canh tác được giới hạn tại các thung lũng và bồn địa. Khoảng 85% diện tích của huyện là đất lâm nghiệp.
Ngành kinh tế chính trên địa bàn là nông nghiệp với các cây trồng chính là lúa gạo (dọc sông Hochon), cũng như khoai tây, cây hoa bia và mật ong. Khu lao động O Il (오일로동자구) chuyên sản xuất hoa bia; "Hoa bia O Il" được xuất khẩu đến một số nước. Gỗ xẻ cũng đóng vai trò nhất định nhờ diện tích rừng rộng lớn. Có một số mỏ trên địa bàn, khai thác đồng, than đá và chalcopyrit. Có một đường sắt leo núi tại huyện; tuy nhiên, hầu hết các hoạt động giao thông được thực hiện bằng đường bộ.
Năm 2008, dân số toàn huyện Kapsan là 70.611 người (32.980 nam và 37.631 nữ), trong đó, dân cư đô thị là 36.404 người (51,6%) còn dân cư nông thôn là 34.207 người (48,4%).